# Boris Tadić
Boris Tadić, cyr. Борис Тадић (wym. [bǒ̞ris tǎdi:ʨ]; ur. 15 stycznia 1958 w Sarajewie) – serbski polityk i psycholog, w latach 2000–2003 minister telekomunikacji Federalnej Republiki Jugosławii, następnie do 2004 minister obrony Serbii i Czarnogóry. Od 2004 do 2012 prezydent Serbii. Lider Partii Demokratycznej i następnie Partii Socjaldemokratycznej.

## Życiorys
Syn Ljubomira Tadicia (filozofa oraz członka Serbskiej Akademii Nauk i Sztuk) i Nevenki Tadić (psycholożki). Jego dziadek od strony matki został zamordowany przez ustaszy.
Ukończył psychologię kliniczną na Uniwersytecie w Belgradzie. Jak sam wspominał, w czasach studenckich zaangażował się w działalność polityczną, z jej powodu przez miesiąc był aresztowany. Pracował później jako nauczyciel akademicki na macierzystej uczelni oraz jako psycholog kliniczny.
W 1990 znalazł się wśród założycieli Partii Demokratycznej, w połowie lat 90. został jednym z jej wiceprzewodniczących. W 1997 założył Centar modernih veština, organizację pozarządową na rzecz edukacji politycznej i obywatelskiej. Należał do liderów protestów przeciwko Slobodanowi Miloševiciowi (którego odsunięto od władzy w 2000) i jednym z przywódców koalicyjnej Demokratycznej Opozycji Serbii. Przewodził frakcji DOS w jednej z izb federalnego parlamentu. Od listopada 2000 do marca 2003 w rządzie Federalnej Republiki Jugosławii sprawował urząd ministra telekomunikacji, następnie do kwietnia 2004 był ministrem obrony w gabinecie federalnym Serbii i Czarnogóry.
W 2003, po zamordowaniu Zorana Đinđicia, wszedł w skład kolegialnego tymczasowego kierownictwa Partii Demokratycznej. W tym samym roku w przedterminowych wyborach do Zgromadzenia Narodowego zamykał partyjną listę wyborczą swojego ugrupowania, które w głosowaniu zajęło 3. miejsce, tracąc ponad 20 mandatów. W lutym 2004 wybrany na przewodniczącego demokratów, kierował tą formacją do 2012.
27 czerwca 2004 w drugiej turze wyborów na prezydenta Serbii uzyskał blisko 54% głosów, pokonując Tomislava Nikolicia z Serbskiej Partii Radykalnej. Stanowisko to objął 11 lipca 2004. 3 lutego 2008 w drugiej turze kolejnych wyborów uzyskał prezydencką reelekcję. Otrzymał wówczas nieco ponad 50% głosów, ponownie wygrywając z Tomislavem Nikoliciem.
W okresie jego prezydentury doszło do ostatecznego rozpadu Serbii i Czarnogóry (2006) oraz proklamowania niepodległości przez Kosowo (2008). W 2009 uzyskał międzynarodowy rozgłos medialny, kiedy to został ukarany grzywną za spożywanie alkoholu w miejscu publicznym przy okazji świętowania sukcesu piłkarskiej reprezentacji Serbii. W 2010 przyjechał do Vukovaru, gdzie w 1991 serbskie bojówki po zajęciu miasta wymordowały ponad 250 chorwackich pacjentów szpitala. W czasie wizyty publicznie przeprosił w imieniu państwa serbskiego za tę zbrodnię.
4 kwietnia 2012 ogłosił swoją rezygnację ze stanowiska i złożenie urzędu prezydenta ze skutkiem na następny dzień. Nastąpiło to na dziesięć miesięcy przed końcem swej drugiej kadencji, a decyzję tę motywował chęcią przeprowadzenia w maju 2012 jednoczesnych wyborów parlamentarnych i prezydenckich. Obowiązki prezydenta przejęła Slavica Đukić Dejanović, przewodnicząca Zgromadzenia Narodowego. Boris Tadić w wyborach prezydenckich ponownie ubiegał się o reelekcję. 20 maja 2012 w drugiej turze po raz trzeci zmierzył się z Tomislavem Nikoliciem, który w międzyczasie opuścił radykałów i powołał umiarkowaną Serbską Partię Postępową. Były prezydent przegrał wybory, otrzymując ponad 47% głosów.
W listopadzie 2012 na stanowisku przewodniczącego Partii Demokratycznej zastąpił go Dragan Đilas. Na początku 2014 opuścił to ugrupowanie. Stanął na czele Nowej Partii Demokratycznej, przekształconej później w Partię Socjaldemokratyczną.

## Życie prywatne
Jego przodkowie pochodzą ze Starej Hercegowiny. Z pierwszą żoną, Veselinką Zastavniković, rozwiódł się w latach 90. Jego drugą żoną została Tatjana Tadić, z którą ma dwie córki.

## Wyróżnienia
- Tytuł doktora honoris causa Universitatea Creștină „Dimitrie Cantemir” w Bukareszcie (2009)[16]